# Reprezentacja Luksemburga w piłce ręcznej mężczyzn
Reprezentacja Luksemburga w piłce ręcznej mężczyzn – narodowy zespół piłkarzy ręcznych Luksemburga. Reprezentuje swój kraj w rozgrywkach międzynarodowych. Dotychczas tylko jeden raz udało mu się uczestniczyć w wielkiej imprezie – było to na mistrzostwach świata w NRD w 1958 roku, gdzie po przegraniu wszystkich spotkań zajął ostatnie, 16 miejsce.

## Turnieje

### Udział wmistrzostwach świata
| Rok  | Wynik | Źródło |
| ---- | ----- | ------ |
| 1938 | –     |        |
| 1954 | –     |        |
| 1958 | 13.   |        |
| 1961 | –     |        |
| 1964 | –     |        |
| 1967 | –     |        |
| 1970 | –     |        |
| 1974 | –     |        |
| 1978 | –     |        |
| 1982 | –     |        |
| 1986 | –     |        |
| 1990 | –     |        |
| 1993 | –     |        |
| 1995 | –     |        |
| 1997 | –     |        |
| 1999 | –     |        |
| 2001 | –     |        |
| 2003 | –     |        |
| 2005 | –     |        |
| 2007 | –     |        |
| 2009 | –     |        |
| 2011 | –     |        |
| 2013 | –     |        |